# Castelet

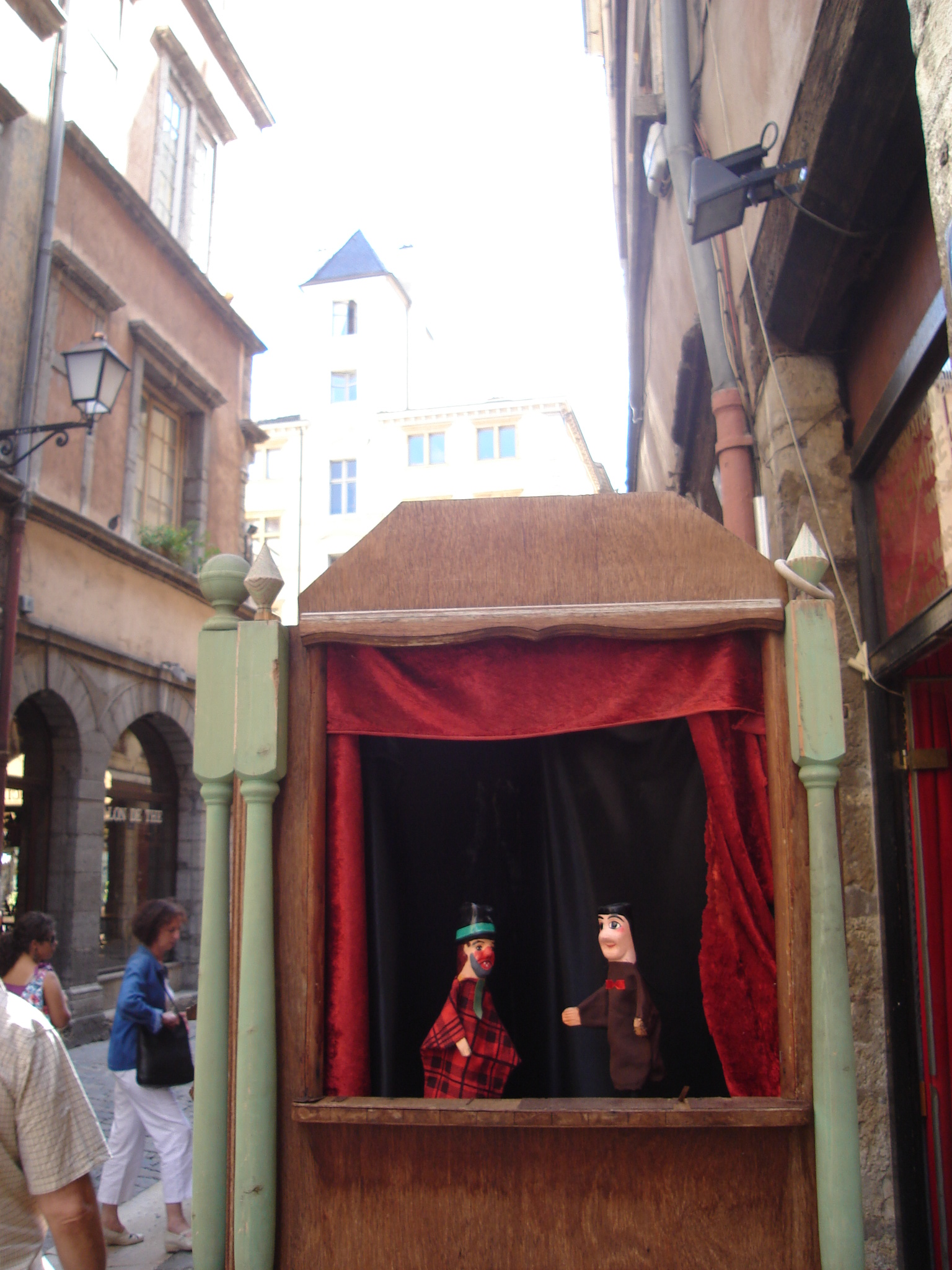
Castelet du théâtre de Guignol dans une rue de Lyon.

Un castelet est un élément de décor de théâtre de marionnettes servant de cadre à l'espace scénique.
Le terme de castelet serait hérité du Moyen Âge et est composé à partir du mot castel signifiant « château ». Il s'agit d'un décor occultant la présence des marionnettistes et servant de scène pour les spectacles de marionnettes. Selon le type de marionnettes utilisées, la structure peut varier.

## Les types de castelets
Pour les marionnettes à fils (Polichinelle, Pinocchio), le castelet est composé généralement au fond d'une estrade surélevée où se placent les marionnettistes s'appuyant sur une barre d'appui surplombant la scène. L'ensemble est occulté partiellement par un proscenium, qui est un rideau fenêtré ne laissant voir que la scène au public qui se trouve en face.
Pour les marionnettes à gaines (comme Guignol) et marottes, la fenêtre du proscenium (ou le rideau fenêtré) surplombe les manipulateurs qui sont ainsi debout sous le niveau de la scène.

## Vers un affranchissement du castelet à partir duXXesiècle
L'abandon du castelet a permis un renouveau profond dans le théâtre de la marionnette en permettant l'ouverture à la scène théâtrale. Cela se traduit par trois avancées : innovations scénographiques sans précédent, invention de jeux corporels ne se limitant plus aux mains et à la voix, confrontation à des conceptions dramaturgiques liant étroitement l'acteur et la marionnette. À ce propos, Margareta Niculescu écrit :
L’évasion hors du castelet libère la marionnette et modifie les paramètres de jeu. Affranchi des contraintes de l’espace exigu du théâtre traditionnel, et par extension du respect dû à tous les archétypes, l’imagination choisit et compose l’espace. L’aire de jeu s’approprie aussi bien le grand plateau que la surface limitée d’une simple table, évolue sur le corps-scène du marionnettiste, ou se contente d’un espace vide, délimité par l’éclairage. Cette liberté aura une forte influence sur le jeu, la mise en forme, la mise en scène et en images, puis l’évolution de l’écriture.